# Щеврик гімалайський
Ще́врик гімалайський (Anthus sylvanus) — вид горобцеподібних птахів родини плискових (Motacillidae). Мешкає в Гімалаях і південному Китаї.

## Поширення і екологія
Гімалайські щеврики поширені в Китаї, Індії, Непалі, Пакистані та Афганістані. Вони живуть у гірських тропічних лісах і чагарникових заростях, на високогірних луках і полях. Зустрічаються на висоті від 1200 до 3000 м над рівнем моря.